# Спілітова структура

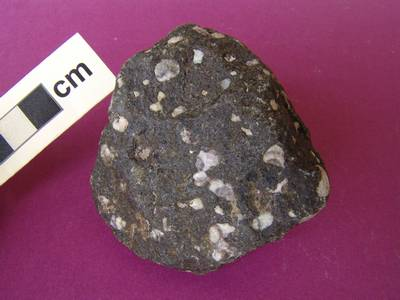
Спіліт.

Спілітова структура (рос. спилитовая структура, англ. spilitic texture; нім. spilitische Struktur f) – структура альбітизованих основних вулканічних порід (спілітів). Основна маса складається з безладно розташованих довгих та тонких кристалів альбіту, проміжки між якими заповнені дрібнозернистим аґреґатами в основному вторинних мінералів (напр., хлоритом).
ТЕКСТУРА ПОДУШКОВА – текстура спілітів, лави кульової (лави-подушки), яка характерна наявністю сфероїдальних тіл (“подушок”) зцементованих осадовим матеріалом або вторинними продуктами. Виникає під час підводного виверження лави.